# Órgano de Hancock

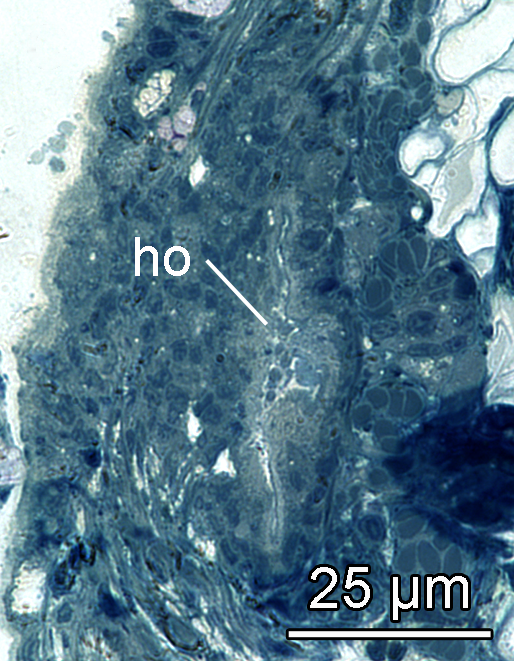
Una microfotografía del órgano de Hancock de un sea slug Pseudunela marteli.

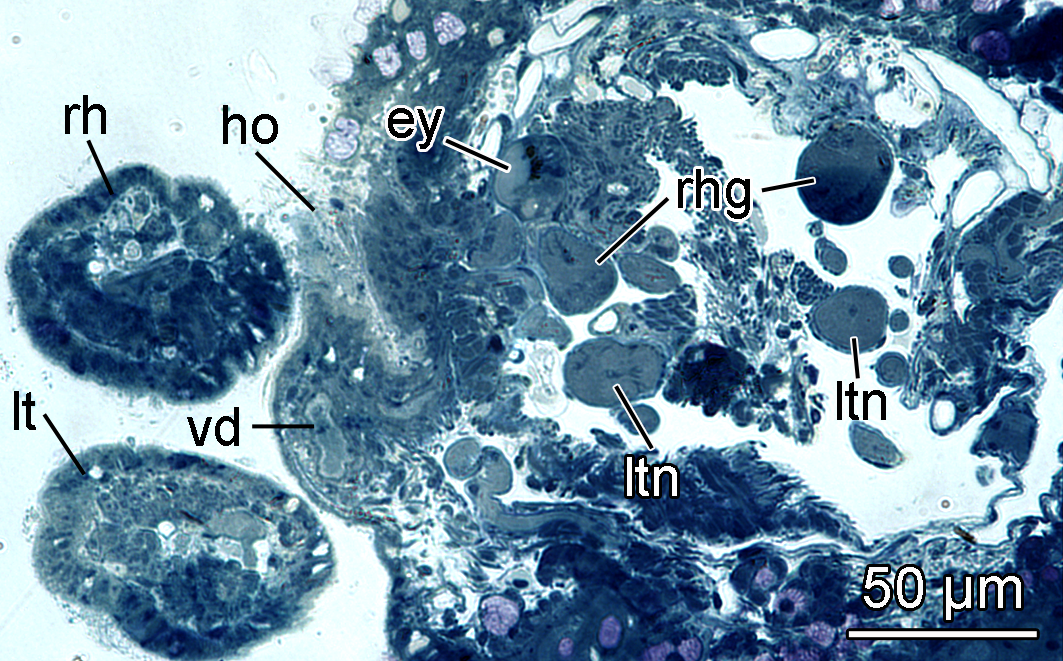
Una microfotografía de la zona de la cabeza de Pseudunela marteli muestra la ubicación del órgano de Hancock (ho) cerca del ojo (ey) y rinóforo (rh).

El órgano de Hancock es un órgano sensorial de gastrópodos lateral y oculto, es un órgano sensor químico que se encuentra en algunos caracoles de mar. Este órgano se encuentra en casi todos los  opistobranquios con concha.
La gran mayoría de los caracoles burbuja y babosas marinas de los órdenes Acteonoidea y Cephalaspidea tienen órganos de Hancock. Estos se encuentran a cada lado de la región de la cabeza, generalmente colocados en el surco entre los procesos del pie y el escudo de la cabeza, bien fuera de la vista y protegidos porque muchas de estas especies viven un estilo de vida de madrigueras. En esta posición, aunque no “arriba y afuera” como los rinóforos, pueden tomar muestras del agua que fluye por encima y más allá de la cabeza a medida que el animal avanza y, al igual que los rinóforos, son órganos sensoriales que operan en recepción a distancia, indicando al animal lo que se encuentra frente a él mediante el análisis de las moléculas químicas en el agua que pueden haber llegado desde lejos.